# Boston Society of Film Critics Award per il miglior attore
Il Boston Society of Film Critics Award per il miglior attore (BSFC Award for Best Actor) è un premio assegnato annualmente dal 1980 dai membri del Boston Society of Film Critics al miglior interprete maschile di un film distribuito negli Stati Uniti nel corso dell'anno.

## Albo d'oro

### Anni 1980
- 1980: Robert De Niro - Toro scatenato (Raging Bull)
- 1981: Burt Lancaster - Atlantic City, USA (Atlantic City)
- 1982: Dustin Hoffman - Tootsie
- 1983: Eric Roberts - Star 80
- 1984: Haing S. Ngor - Urla del silenzio (The Killing Fields)
- 1985: Jack Nicholson - L'onore dei Prizzi (Prizzi's Honor)
- 1986: Bob Hoskins - Mona Lisa
- 1987: Albert Brooks - Dentro la notizia - Broadcast News (Broadcast News)
- 1988: Daniel Day-Lewis - L'insostenibile leggerezza dell'essere (The Unbearable Lightness of Being)
- 1989: Daniel Day-Lewis - Il mio piede sinistro (My Left Foot: The Story of Christy Brown)

### Anni 1990
- 1990: Jeremy Irons - Il mistero Von Bulow (Reversal of Fortune)
- 1991: Nick Nolte - Il principe delle maree (The Prince of Tides)
- 1992: Denzel Washington - Malcolm X
- 1993: Daniel Day-Lewis - Nel nome del padre (In the Name of the Father)
- 1994: Albert Finney - I ricordi di Abbey (The Browning Version)
- 1995: Nicolas Cage - Via da Las Vegas (Leaving Las Vegas)
- 1996: Geoffrey Rush - Shine
- 1997: Al Pacino - Donnie Brasco
- 1998: Brendan Gleeson - The General ed I dilettanti (I Went Down)
- 1999: Jim Carrey - Man on the Moon

### Anni 2000
- 2000: Colin Farrell - Tigerland
- 2001: 
  - Brian Cox - L.I.E.
  - Denzel Washington - Training Day
- 2002: Adrien Brody - Il pianista (The Pianist)
- 2003: Bill Murray - Lost in Translation - L'amore tradotto (Lost in Translation)
- 2004: Jamie Foxx - Ray
- 2005: Philip Seymour Hoffman - Truman Capote - A sangue freddo (Capote)
- 2006: Forest Whitaker - L'ultimo re di Scozia (The Last King of Scotland)
- 2007: Frank Langella - Starting Out in the Evening
- 2008: 
  - Sean Penn - Milk
  - Mickey Rourke - The Wrestler
- 2009: Jeremy Renner - The Hurt Locker

### Anni 2010
- 2010: Jesse Eisenberg - The Social Network
- 2011: Brad Pitt - L'arte di vincere (Moneyball)
- 2012: Daniel Day-Lewis - Lincoln
- 2013: Chiwetel Ejiofor - 12 anni schiavo (12 Years a Slave)
- 2014: Michael Keaton - Birdman
- 2015:
  - Leonardo DiCaprio - Revenant - Redivivo (The Revenant)
  - Paul Dano - Love & Mercy
- 2016: Casey Affleck - Manchester by the Sea
- 2017: Daniel Kaluuya - Scappa - Get Out (Get Out)
- 2018: John C. Reilly - Stanlio & Ollio (Stan & Ollie)
- 2019: Adam Sandler - Diamanti grezzi (Uncut Gems)

### Anni 2020
- 2020: Anthony Hopkins – The Father - Nulla è come sembra (The Father)
- 2021: Hidetoshi Nishijima – Drive My Car[2][3]
- 2022: Colin Farrell – After Yang e Gli spiriti dell'isola (The Banshees of Inisherin)[4][5][6]
- 2023: Paul Giamatti – The Holdovers - Lezioni di vita (The Holdovers)[7][8]
- 2024: Timothée Chalamet – A Complete Unknown